# فورد تاندربیرد (نسل سوم)
فورد تاندربیرد (نسل سوم) (Ford Thunderbird (third generation)) خودرویی است که در سال‌های ۱۹۶۱ تا ۱۹۶۳تولید شده‌است.
طراحی آن خودروهای موتور جلو-محور عقب بوده است.